# Torku Şekerspor
El Torku Şekerspor (codi UCI: TRK) és un equip ciclista turc de categoria continental. Creat el 2011, amb part de l'estructura de l'equip bulgar Hemus 1896. Competeix principalment als circuits continentals de ciclisme. Té la base a la ciutat de Konya.

## Principals victòries
- Tour d'Isparta: Mustafa Sayar (2011)
- Tour de Tràcia: Iuri Metluxenko (2012)
- Tour de l'Azerbaidjan: Serhiy Grechyn (2013)
- Volta al llac Taihu: Iuri Metluxenko (2013)
- Tour de Çanakkale: Ahmet Akdilek (2015)
- Volta al Marroc: Tomasz Marczyński (2015)
- Tour del Mar Negre: Tomasz Marczyński (2015)
- Tour d'Ankara: Nazim Bakırcı (2015)
- Tour de Mevlana: Ahmet Örken (2015)
- Tour of Aegean: Ahmet Örken (2015)
- Tour de Mersin: Nazım Bakırcı (2016)
- Challenge de la Marxa Verda-Gran Premi Oued Eddahab: Ivan Balikin (2017)
- Challenge de la Marxa Verda-Gran Premi Al Massira: Ahmet Örken (2017)

### Grans Voltes
- Tour de França
  - 0 participacions

- Giro d'Itàlia
  - 0 participacions

- Volta a Espanya
  - 0 participacions

## Classificacions UCI
A partir del 2011 l'equip participa en les proves dels circuits continentals i principalment en les curses del calendari de l'UCI Europa Tour.
UCI Àfrica Tour
| Temporada | Classificació per equips | Millor ciclista en la classificació individual |
| --------- | ------------------------ | ---------------------------------------------- |
| 2011      | 12è                      | Miraç Kal (76è)                                |
| 2012      | 10è                      | Volodímir Bileka (58è)                         |
| 2013      | 6è                       | Mustafa Sayar (14è)                            |
| 2015      | 6è                       | Tomasz Marczyński (23è)                        |
| 2017      | 3r                       | Ahmet Örken (20è)                              |

UCI Amèrica Tour
| Temporada | Classificació per equips | Millor ciclista en la classificació individual |
| --------- | ------------------------ | ---------------------------------------------- |
| 2017      | 44è                      | Ivan Balikin (195è)                            |

UCI Àsia Tour
| Temporada | Classificació per equips | Millor ciclista en la classificació individual |
| --------- | ------------------------ | ---------------------------------------------- |
| 2012      | 50è                      | Volodímir Bileka (168è)                        |
| 2013      | 12è                      | Andrei Mizúrov (17è)                           |
| 2014      | 30è                      | Ahmet Örken (32è)                              |
| 2015      | 36è                      | Ahmet Örken (53è)                              |
| 2017      | 43è                      | Luca Chirico (136è)                            |

UCI Europa Tour
| Temporada | Classificació per equips | Millor ciclista en la classificació individual |
| --------- | ------------------------ | ---------------------------------------------- |
| 2011      | 33è                      | Vladimir Koev (90è)                            |
| 2012      | 57è                      | Iuri Metluxenko (165è)                         |
| 2013      | 54è                      | Serhiy Grechyn (108è)                          |
| 2014      | 72è                      | Feritcan Şamlı (331è)                          |
| 2015      | 20è                      | Ahmet Örken (51è)                              |
| 2016      | 59è                      | Ahmet Örken (441è)                             |
| 2017      | 59è                      | Ahmet Örken (376è)                             |